# (30708) Echepolos
(30708) Echepolos – planetoida z grupy trojańczyków okrążająca Słońce w ciągu 11 lat i 359 dni w średniej odległości 5,23 j.a. Została odkryta 16 października 1977 roku w Palomar Observatory przez Cornelisa van Houtena i Ingrid van Houten. Nazwa planetoidy pochodzi od Echepolosa, jednego z uczestników wojny trojańskiej. Przed nadaniem nazwy planetoida nosiła oznaczenie tymczasowe (30708) 4101 T-3.